# 1907 en science
| Années de la science : 1904 - 1905 - 1906 - 1907 - 1908 - 1909 - 1910    |
| Décennies de la science : 1870 - 1880 - 1890 - 1900 - 1910 - 1920 - 1930 |

Cet article présente les faits marquants de l'année 1907 en science.

## Événements
- Mars-décembre : première explorations de l’ethnologue français Jacques Bacot dans le Tibet oriental, alors sous contrôle mandchou[1] ; il y retourne en 1909-1910.

- 7 août : départ de Cowes en Angleterre de l'Expédition Nimrod en Antarctique[2].
- 2-7 septembre : Carl Gustav Jung présente le cas Sabina Spielrein et expose la théorie freudienne de l’hystérie lors du premier Congrès international de psychiatrie qui se tient à Amsterdam[3],[4].

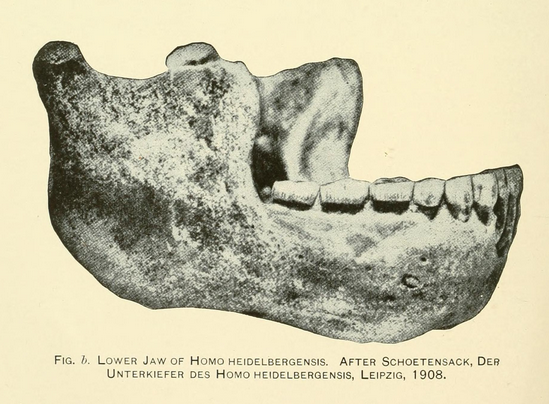
La mandibule de Mauer.

- 21 octobre : découverte de la mandibule de Mauer, holotype de L'Homo heidelbergensis[5].
- 4 décembre : début d’un nouveau voyage clandestin au Tibet de l’explorateur suédois Sven Hedin (fin le 26 août 1908). Il découvre que  l'Indus, le Sutlej, le Brahmapoutre prennent leurs sources à proximité des mont Kailash[6].

- Le Moine Thrust dans les Highlands est identifié  par les géologues britanniques Ben Peach et John Horne comme la première faille de chevauchement[7].

### Sciences physiques
- 4 avril : le physicien français Pierre Weiss présente son hypothèse du champ moléculaire lors d'une conférence devant la Société française de physique[8].
- 13 juillet : le chimiste belge Leo Hendrik Baekeland dépose une demande de brevet pour la bakélite[9], l'un des premiers plastiques commercialisés à grand succès[10].
- 4 novembre : le chimiste français Georges Urbain annonce sa découverte du lutécium à l'Académie des sciences[11]. Il est découvert indépendamment par Carl Auer von Welsbach à Vienne et Charles James aux États-Unis.
- Novembre : le physicien allemand Albert Einstein introduit le principe d'équivalence de la gravitation et de l'inertie et l'utilise pour prédire le décalage d'Einstein[12].

- Le chimiste allemand Fritz Hofmann trouve le moyen de fabriquer du caoutchouc synthétique à partir d'isoprène[10].
- Le chimiste allemand Hermann Staudinger réalise la première synthèse des β-lactames[13].

- Le physicien Paul Ehrenfest et la mathématicienne Tatiana Ehrenfest introduisent le modèle des urnes en mécanique statistique pour expliquer le deuxième principe de la thermodynamique[14].

### Technologie
- 24 janvier : l'ingénieur français Édouard Belin dépose un brevet pour le Télestéréographe, un appareil pour la reproduction à distance des documents graphiques[15], plus tard appelé  bélinographe (ancêtre du télécopieur). Une démonstration est réalisée le 9 novembre sur 1717 km[16].

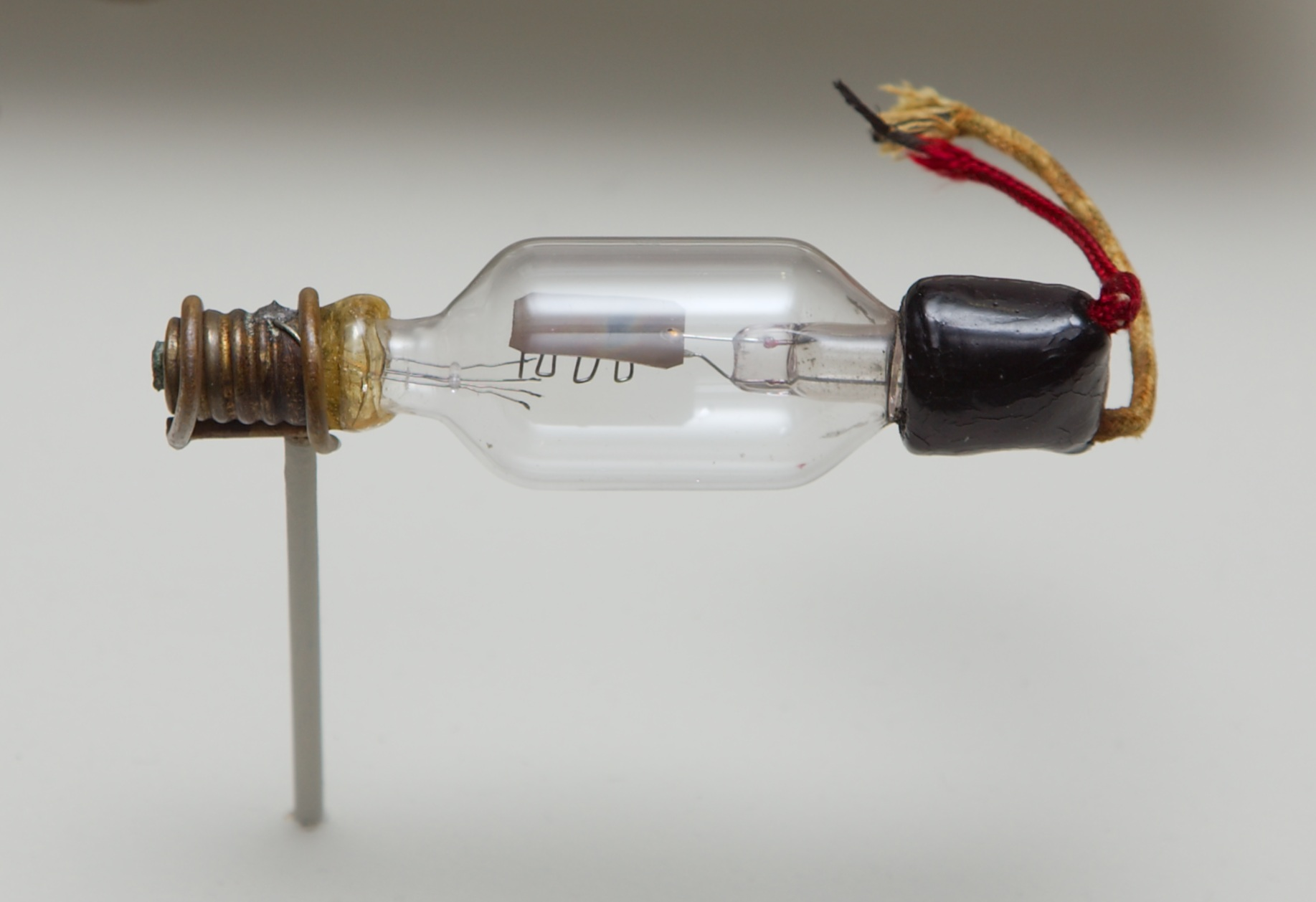
L'audion de Lee De Forest, testé le 31 décembre 1906.

- 29 janvier : dépôt du brevet des premières lampes triodes, inventées par l’ingénieur américain Lee De Forest (délivré le 18 février 1908), qui révolutionne la radio et marque le début de l’électronique[17].
- 10 juin : première démonstration publique du procédé de photographies en couleurs d’Auguste Lumière obtenues par le procédé autochrome au siège du journal L'Illustration à Paris.

- L'ingénieur anglais Henry Round met en évidence l'électroluminescence du carbure de silicium soumis à une électrisation par contact ponctuel[18].

- L'Américain Oscar Gregory invente à Kansas City le procédé Photostat, un système de reprographie basée sur la photographie[19] ;  George Beidler d'Oklahoma City met au point un procédé similaire dont il dépose le brevet en 1906 et qui est commercialisé à partir de 1907 par la firme Rectigraph[20].
- Le français Auguste Charmat, à l'université du vin de Montpellier, invente la méthode de la cuve close dite « méthode charmat ». Cette méthode est utilisée pour fabriquer les vins champagnisés et les cidres dans le processus de prise de mousse[21].

## Prix
- Prix Nobel

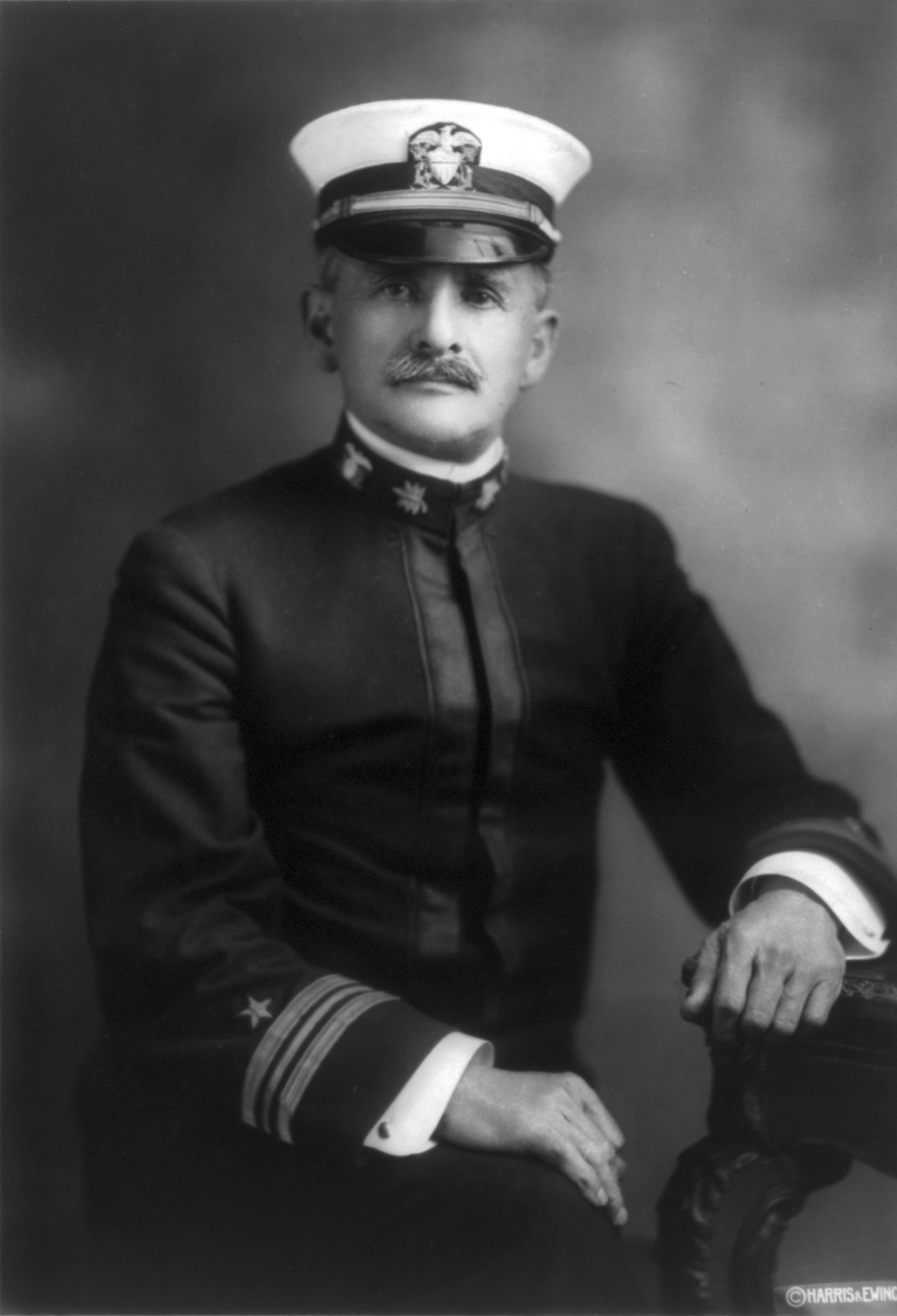
Albert A. Michelson

  - Physique :  Albert A. Michelson (optique).
  - Chimie : Eduard Buchner (allemand)
  - Physiologie ou médecine : Charles Louis Alphonse Laveran (Français)  (fermentation cellulaire).

- Médailles de la Royal Society
  - Médaille Buchanan : William Henry Power
  - Médaille Copley : Albert Abraham Michelson
  - Médaille Davy : Edward Williams Morley
  - Médaille Hughes : Ernest Howard Griffiths
  - Médaille royale : Ramsay Traquair, Ernest William Hobson
  - Médaille Sylvester : Wilhelm Wirtinger

- Médailles de la Geological Society of London
  - Médaille Lyell : Joseph Frederick Whiteaves
  - Médaille Murchison : Alfred Harker
  - Médaille Wollaston : William Johnson Sollas

- Prix Jules-Janssen (astronomie) : Milan Rastislav Štefánik
- Médaille Linnéenne : Melchior Treub

## Naissances

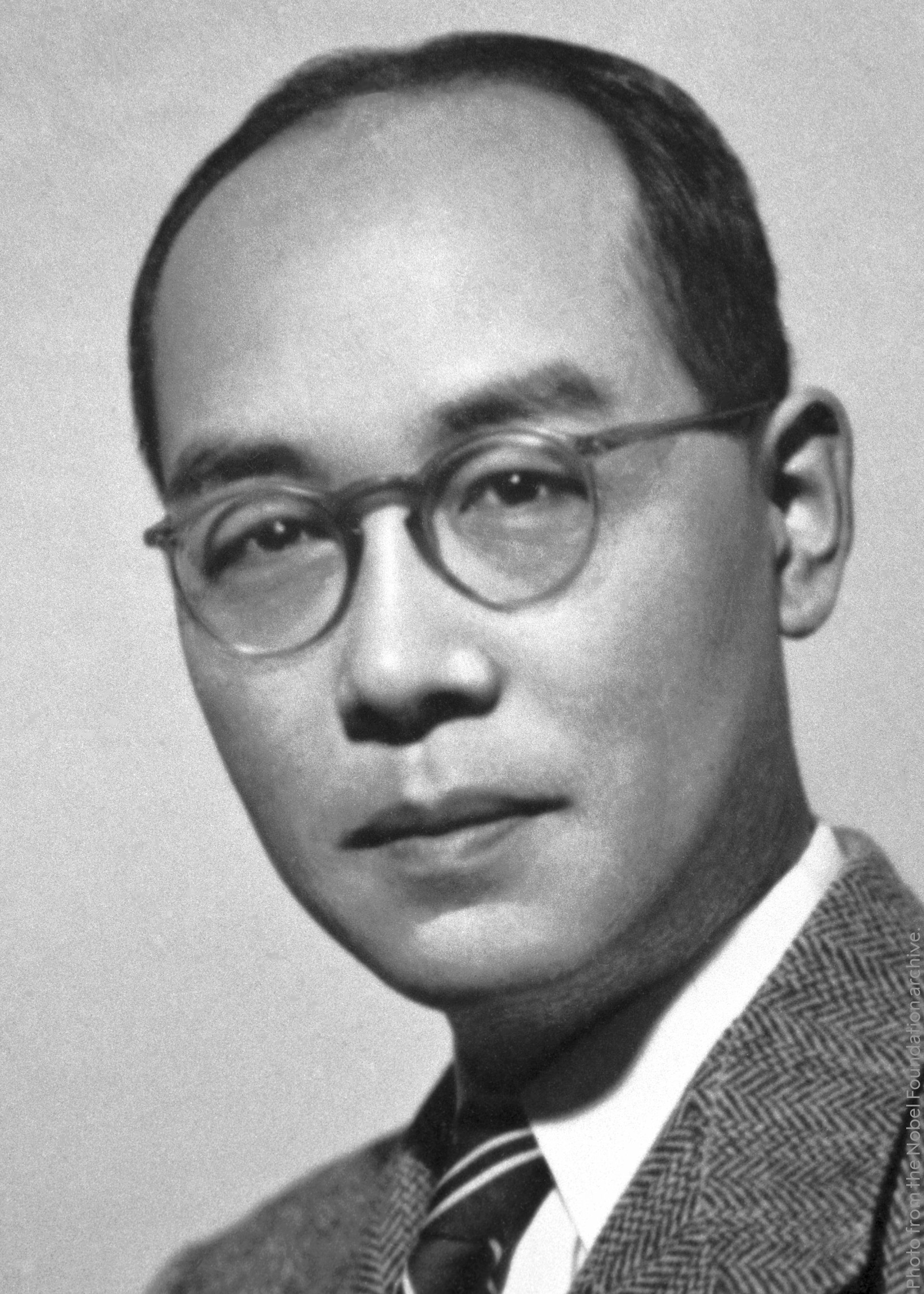
Hideki Yukawa

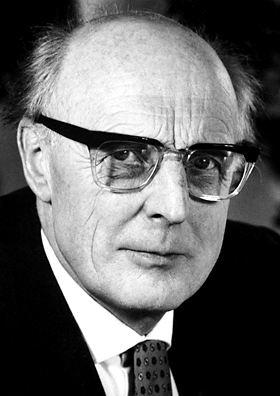
Hans Daniel Jensen

- 13 janvier : Sergueï Korolev († 1966), ingénieur en astronautique soviétique.
- 20 janvier : Manfred von Ardenne (mort en 1997), physicien allemand.
- 23 janvier : Hideki Yukawa (mort en 1981), physicien japonais, prix Nobel de physique en 1949.
- 30 janvier :  Charles Maystre (mort en 1993), égyptologue suisse.
- 8 février : François Kraut (mort en 1983), géologue et minéralogiste hongrois, naturalisé et français.
- 10 février : Lew Kowarski († 1979), physicien français.

- 13 mars : Ludwig Biermann (mort en 1986), astronome allemand.
- 18 mars :
  - André Berthier (mort en 2000), archéologue et archiviste français.
  - John Zachary Young (mort en 1997), zoologiste britannique.

- 3 avril : Solomon Kullback (mort en 1994), mathématicien et cryptologue américain.
- 11 avril : Henry Scheffé (mort en 1977), statisticien américain.
- 15 avril : Nikolaas Tinbergen (mort en 1988), éthologiste néerlandais, prix Nobel de physiologie ou médecine en 1973.

- 27 mai : Rachel Carson (morte en 1964), zoologiste et biologiste américaine.
- 28 mai : Maria-Pia Geppert (morte en 1997), mathématicienne et biostatisticienne allemande.
- 30 mai : Germaine Tillion (morte en 2008), ethnologue et résistante française.

- 5 juin : Rudolf Peierls (mort en 1995), physicien théoricien allemand.
- 25 juin : Hans Daniel Jensen (mort en 1973), physicien Allemand, prix Nobel de physique en 1963.

- 5 juillet : Kurt Bittel (mort en 1991), archéologue et préhistorien allemand.
- 15 juillet : John West Wells (mort en 1994), paléontologue américain.
- 31 juillet : António Jorge Dias (mort en 1973), anthropologue portugais.

- 1er août : Tsuneichi Miyamoto (mort en 1981), ethnographe japonais.
- 30 août : John William Mauchly († 1980), physicien américain, co-inventeur de l'ENIAC.

- 3 septembre : Loren Eiseley (mort en 1977), anthropologue américain.
- 6 septembre : Maurice Kendall (mort en 1983), statisticien britannique.
- 16 septembre : Seth Neddermeyer (mort en 1988), physicien américain.
- 18 septembre : Edwin McMillan (mort en 1991), physicien américain, prix Nobel de chimie en 1951.
- 21 septembre : Edward Bullard (mort en 1980), géophysicien britannique.

- 2 octobre : Alexander Robert Todd (mort en 1997), chimiste britannique, prix Nobel de chimie en 1957.

- 9 novembre : Samuel Paul Welles (mort en 1997), paléontologue américain.
- 30 novembre : Alfred Schmitt (mort en 1973), astronome français.

- 6 décembre : John Barkley Rosser (mort en 1989), mathématicien et logicien américain.
- 10 décembre : Daniel Barbier (mort en 1965), astronome français.
- 24 décembre : André Cailleux (mort en 1986), géographe et géologue français.

- Irwin Stone (mort en 1984), biochimiste, ingénieur chimiste américain.

## Décès

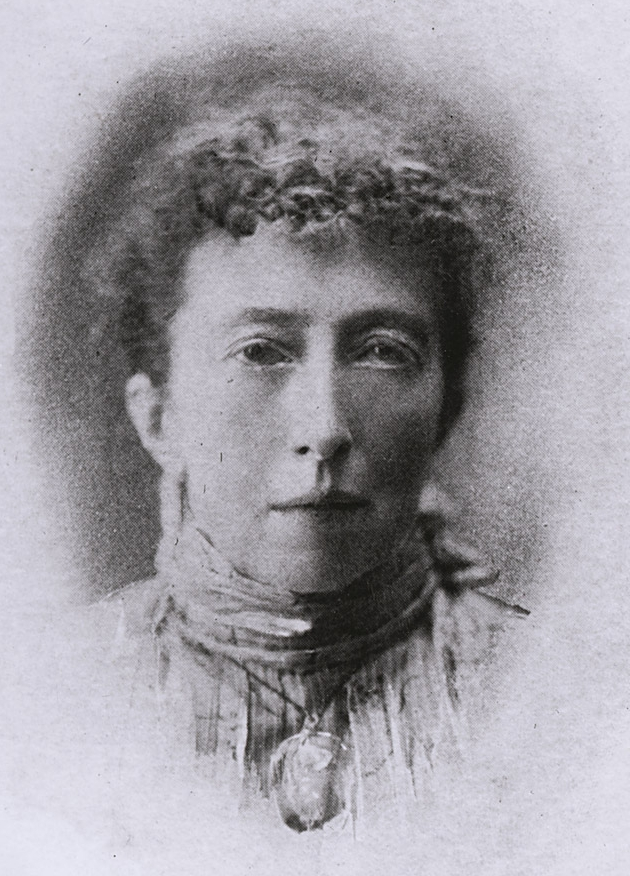
Agnes Mary Clerke

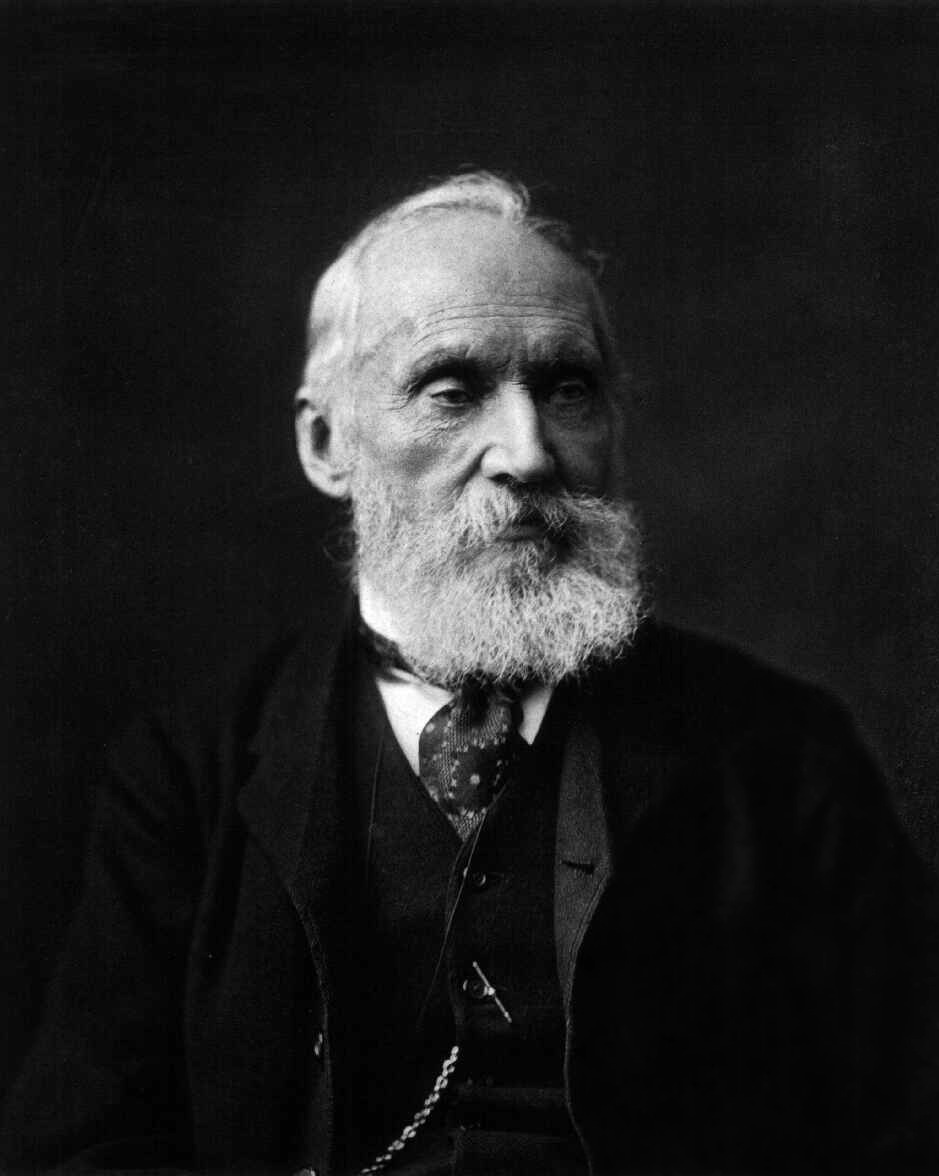
William Thomson (Lord Kelvin)

- 2 janvier : Otto Benndorf (né en 1838), archéologue classique allemand.
- 20 janvier : Agnes Mary Clerke (née en 1842), astronome et écrivain scientifique irlandaise.
- 30 janvier : Ludwig Woltmann (né en 1871), anthropologue, zoologue et philosophe allemand.

- 2 février : Dmitri Mendeleïev (né en 1834), chimiste russe, inventeur de la classification périodique des éléments actuelle.
- 5 février : Nikolaï Menchoutkine (né en 1842), chimiste russe.
- 13 février : Marcel Alexandre Bertrand (né en 1847), géologue français.
- 20 février : Henri Moissan (né en 1852), pharmacien français, prix Nobel de chimie en 1906.
- 25 février : Karl Mayer-Eymar (né en 1826), paléontologue et géologue suisse.

- 16 mars : Albert Samuel Gatschet (né en 1832), ethnologue et linguiste suisse.
- 18 mars : Marcellin Berthelot (né en 1827), chimiste et homme politique français (chimie organique).
- 19 mars : Aimé Laussedat (né en 1819), scientifique français.

- 11 avril : Robert Gessain (mort en 1986), anthropologue français.

- 10 mai : Frederic Moore (né en 1830), entomologiste britannique.
- 31 mai : Francesco Siacci (né en 1839), mathématicien et ingénieur militaire italien.

- 7 juin : Alfred Newton (né en 1829), zoologiste britannique.

- 13 juillet : Heinrich Kreutz (né en 1854), astronome allemand.
- 14 juillet : William Henry Perkin (né en 1838), chimiste anglais.

- 13 août : Hermann Carl Vogel (né en 1841), astronome allemand.

- 21 septembre : Rudolf Heinrich Paul Blasius (né en 1842), ornithologue allemand.

- 12 octobre : Richard Baron (né en 1847), botaniste et géologue anglais.
- 15 octobre : Maurice Lœwy (né en 1833), astronome français.

- 6 novembre : James Hector (né en 1834), géologue, naturaliste et chirurgien écossais.
- 8 novembre : Toussaint Loua (né en 1824), statisticien français.
- 17 novembre : Francis Leopold McClintock (né en 1819), explorateur irlandais.
- 22 novembre : Asaph Hall (né en 1829), astronome américain.

- 17 décembre : William Thomson (Lord Kelvin) (né en 1824), physicien britannique (thermodynamique).
- 23 décembre : Jules Janssen (né en 1824), astronome français.